# قلعه‌گاه شریف
قلعهگاه شریف(به کردی: قەڵاگەی شەریف، Qellagey şerîf) روستایی از توابع بخش زیویه در شهرستان سقز است که در استان کردستان ایران قرار دارد.

## جمعیت
این روستا در دهستان تیلکوه واقع شده و براساس سرشماری سال ۱۳۸۵، جمعیت آن ۲۱۹ نفر (۴۴ خانوار) بوده‌است.